# Amazaspo III
Amazaspo III (em latim: Amazaspus; em grego: Αμαζάσπος, Amazáspos; em georgiano: ამაზასპ, Amazasp) foi rei (mefe) do Reino da Ibéria de 260 a 265. Provavelmente pertenceu à dinastia artaxíada.

## Nome
Amazaspes (Αμαζάσπης, Amazáspēs) ou Amazaspo (Amazaspus; Αμαζάσπος, Amazáspos) são as formas latina e grega do persa médio Hamazaspe (*Hamazāsp) que, em última análise, deriva do persa antigo Hamazaspa (Hamāzāspa). Embora a etimologia precisa de *Hamazāsp/Hamāzāspa permaneça sem solução, pode ser explicada através do avéstico *hamāza-, "colisão/confronto" + aspa-, "cavalo", ou seja, "aquele que possuía corcéis de guerra". Foi registrado em armênio (Համազասպ, Hamazasp) e georgiano (em georgiano: ამაზასპ, Amazasp’) como Hamazaspe.

## Vida

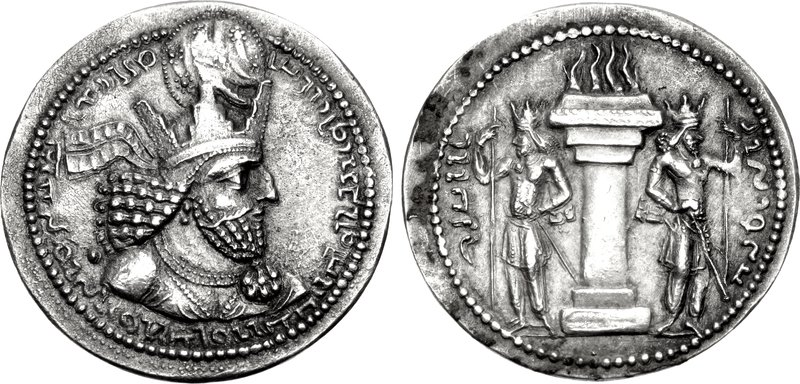
Dracma de cunhado ca. 240-244

Amazaspo não é conhecido nas fontes georgianas; segundo seu nome, seria um pretendente, membro real ou suposto, da dinastia artaxíada. Parece, segundo Cyril Toumanoff, que foi colocado no trono pelos sassânidas em oposição ao arsácida Mitrídates II quando tomaram a Armênia no tempo do xá Sapor I (r. 240–270). De fato, na inscrição Feitos do Divino Sapor de Sapor I é citado como "Amazaspo, rei da Ibéria" depois de outros reis vassalos: Artaxer de Adiabena, Artaxer da Carmânia e Denaces de Mesena. Sua posição na lista de dignitários dos Feitos indica que teve enorme prestígio na corte persa.
Historiadores modernos como Giorgi Tsereteli, Tamila Mgaloblishvili e Stephen H. Rapp identificam Amazaspo com Habeza, o rei de Uaruchã (Waručān) citado em alguns dos primeiros textos maniqueístas descobertos pelas expedições alemãs em Sinquião na China Ocidental e o oásis de Turfã entre 1902 e 1914. Outro documento da coleção se refere a um rei não nomeado de Uaruzã (Waruzān), que parece ter sido impressionado pelos ensinamentos maniqueístas.